# Filepítids
Els filepítids (Philepittidae) són un grup de petits ocells endèmics de les zones boscoses de Madagascar, considerats una família en la Taxonomia de Sibley-Ahlquist, o part dels eurilaimids (Euryaimidae) en altres classificacions. R.O Prum (1993) proposà per a ells la creació de la subfamília dels filepitins (Philepittinae) dins els eurilaimids.

## Llista de gèneres
Se n'han descrit dos gèneres amb quatre espècies:
- Gènere Philepitta, amb dues espècies.
- Gènere Neodrepanis, amb dues espècies.